# Plesiocolochirus dispar
Plesiocolochirus dispar is een zeekomkommer uit de familie Cucumariidae.
De wetenschappelijke naam van de soort werd in 1889 gepubliceerd door Kurt Lampert.